# 名偵探狄仁傑
《名偵探狄仁傑》是由萬合天宜和優酷及騰訊視頻聯合出品的古裝推理喜劇，故事講述了狄仁傑（小愛飾）與白元芳（白客飾）組成狄白組合的破案之旅。第一季於2015年2月25日登陸優酷和騰訊，共12集。

## 演員
| 演員     | 角色         |
| 小愛     | 狄仁傑       |
| 白客     | 白元芳       |
| 鄭合惠子 | 白潔         |
| 張本煜   | 方起鶴       |
| 喬若熙   | 武則天       |
| 胡兵     | 李瑶         |
| 柯達     | 多重人格偵探 |
| 至尊玉   | 冷           |
| 張辛苑   | 阿薩姆       |
| 劉循子墨 | 諸葛王朗     |
| 葛布     | 小美         |
| 孔連順   | 縣令         |